# マイク・ハガティ
マイク・ハガティ（Mike Hagerty,  1954年5月10日 - 2022年5月5日）は、アメリカ合衆国の俳優、声優である。

## 来歴
1954年、イリノイ州シカゴに生まれる。イリノイ大学で学んだあと、シカゴを拠点とする即興コメディ劇団セカンド・シティに所属して役者としての経験を積んだ。1983年に『ダン・アイクロイドの Dr.デトロイトを探せ!』で映画デビューを果たし、その後も主に脇役ではあるが様々な映画やテレビドラマに出演している。
2022年5月5日、カリフォルニア州ロサンゼルスの病院にて昏睡状態の最中、発作を起こして死去。その後、足の感染症のため服用していた抗生物質による副作用が原因であると判明した。67歳没。

## 出演作品

### 映画
- ダン・アイクロイドの Dr.デトロイトを探せ! Doctor Detroit (1983)
- ターク182 Turk 182! (1985)
- マイナー・ブラザーズ 史上最大の賭け Brewster's Millions (1985)
- 恋のじゃま者 Nothing in Common (1986)
- One More Saturday Night (1986)
- 潮風のいたずら Overboard (1987)
- レッドブル Red Heat (1988)
- ディック・トレイシー Dick Tracy (1990)
- ローラ Lola (1990) ※テレビ映画
- アフター・ダーク After Dark, My Sweet (1990)
- ニューヨーク・ジャスティス/許された犯罪 One Good Cop (1991)
- 私がウォシャウスキー V.I. Warshawski (1991)
- ウェインズ・ワールド Wayne's World (1992)
- ベイビーバンク Frozen Assets (1992)
- Rio Diablo (1993) ※テレビ映画
- ハネムーンは命がけ So I Married an Axe Murderer (1993)
- Stuart Saves His Family (1995)
- スペース・トラッカー Space Truckers (1996)
- スピード2 Speed 2: Cruise Control (1997)
- 赤い標的 Break Up (1998)
- クレイジー・ナッツ 早く起きてよ I Woke Up Early the Day I Died (1998)
- 完全犯罪 Best Laid Plans (1999)
- オースティン・パワーズ Austin Powers: The Spy Who Shagged Me (1999)
- GO!GO!ガジェット Inspector Gadget (1999)
- The Near Future (2000) ※テレビ映画
- カットバック Backflash (2002) ※ビデオ作品
- 保険調査員フランク25 Frank McKlusky, C.I. (2002)
- Rampage: The Hillside Strangler Murders (2006)
- ラストタイム 欲望が果てるとき The Last Time (2006)
- パーフェクト・プラン 完全なる犯罪計画 The Convincer (2011)
- A Christmas Wish (2011) ※テレビ映画
- An Old Man's Gold (2012)
- Back in the Day (2014)

### テレビドラマ
- チアーズ Cheers (1986)
- クライム・ストーリー Crime Story (1986)
- Married with Children (1987)
- ファミリータイズ Family Ties (1988)
- Hard Time on Planet Earth (1989)
- TVキャスター マーフィー・ブラウン Murphy Brown (1989)
- 親愛なるきみへ Dear John (1990)
- シドニー Sydney (1990)
- Get a Life (1990)
- 新スタートレック Star Trek: The Next Generation (1991, 1994)
- 素晴らしき日々 The Wonder Years (1992)
- Mann & Machine (1992)
- Civil Wars (1992)
- The Building (1993)
- となりのサインフェルド Seinfeld (1994)
- ウェイアンズ兄弟 The Wayans Bros. (1995)
- カーク Kirk (1995)
- Bless This House (1995)
- フレンズ Friends (1995, 1997, 1998, 2001)
- The Home Court (1995 - 1996)
- シスターズ Sisters (1996)
- ドリュー・ケリー DE ショー! The Drew Carey Show (1996)
- ユニオン・スクエア Union Square (1997)
- Grace Under Fire (1997)
- アリー my Love Ally McBeal (1998)
- Arli$$ (1999)
- ラリーのミッドライフ★クライシス Curb Your Enthusiasm (2000)
- エンジェル Angel (2001)
- デッドラスト Dead Last (2001)
- ER緊急救命室 ER (2002)
- Life with Bonnie (2003, 2004)
- デッドウッド 〜銃とSEXとワイルドタウン Deadwood (2004)
- Complete Savages (2004)
- Unscripted (2005)
- クラブハウス Clubhouse (2005)
- デスパレートな妻たち Desperate Housewives (2006)
- Lucky Louie (2006 - 2007)
- ボストン・リーガル Boston Legal (2007)
- アントラージュ★オレたちのハリウッド Entourage (2007)
- ゴースト 〜天国からのささやき Ghost Whisperer (2007)
- CSI:科学捜査班 CSI: Crime Scene Investigation (2008)
- 名探偵モンク Monk (2009)
- Head Case (2009)
- 'Til Death (2010)
- ミディアム 霊能者アリソン・デュボア Medium (2010)
- グッドラックチャーリー Good Luck Charlie (2010)
- glee/グリー Glee (2010)
- Happy Endings (2011)
- ミンディ・プロジェクト The Mindy Project (2012)
- コミ・カレ!! Community (2013)
- グレイズ・アナトミー 恋の解剖学 Grey's Anatomy (2013)
- Brooklyn Nine-Nine (2013)
- Mob City (2013)
- The Rebels (2014)

### テレビアニメ
- アメリカン・ダッド American Dad! (2005)

### ビデオゲーム
- Star Trek: Klingon (1996)
- Lands of Lore III (1999)

## 参照
1. ↑  “Mike Hagerty Biography”. 2014年8月16日閲覧。
2. ↑  “Second City alum and prolific character actor Mike Hagerty dies” (英語). Chicago Sun-Times. (2022年5月7日) 2022年6月4日閲覧。
3. ↑  “'Friends' Actor Mike Hagerty died from adverse reaction to antibiotic” (英語). TMZ. (2022年5月15日) 2022年6月4日閲覧。